# Liste des conseillers généraux de la Somme de 1967 à 1970
 (août 2023).
Si vous disposez d'ouvrages ou d'articles de référence ou si vous connaissez des sites web de qualité traitant du thème abordé ici, merci de compléter l'article en donnant les références utiles à sa vérifiabilité et en les liant à la section « Notes et références ».
 (août 2023).
Cet article dresse la liste des 41 membres du Conseil général de la Somme élus lors de l'élection cantonale de 1967, ainsi que les changements intervenus en cours de mandature.

## Composition du conseil général de laSomme(41 sièges)

### Assemblée départementale en début mandature
| Parti                                          | Sigle | Sigle | Élus | Groupe                         |
| ---------------------------------------------- | ----- | ----- | ---- | ------------------------------ |
| Centre-gauche (21 sièges)                      |       |       |      |                                |
| Parti radical-socialiste                       |       | Rad.  | 10   | Gauche démocrate et socialiste |
| Section française de l'Internationale ouvrière |       | SFIO  | 10   | Gauche démocrate et socialiste |
| Convention des institutions républicaines      |       | CIR   | 1    | Gauche démocrate et socialiste |
| Centre-droit (9 sièges)                        |       |       |      |                                |
| Centre démocrate                               |       | CD    | 5    | Centre gauche                  |
| Modérés                                        |       | Mod.  | 4    | Centre gauche                  |
| Gauche (7 sièges)                              |       |       |      |                                |
| Parti communiste français                      |       | PCF   | 7    | Communiste                     |
| Droite (4 sièges)                              |       |       |      |                                |
| Union démocratique pour la Ve République       |       | UD-Ve | 3    | UD-Ve et indépendants          |
| Républicains indépendants                      |       | RI    | 1    | UD-Ve et indépendants          |
| Président du Conseil Général                   |       |       |      |                                |
| Max Lejeune (SFIO)                             |       |       |      |                                |

### Assemblée départementale en fin mandature
| Parti                                     | Sigle | Sigle | Élus | Groupe                         |
| ----------------------------------------- | ----- | ----- | ---- | ------------------------------ |
| Centre-gauche (21 sièges)                 |       |       |      |                                |
| Parti socialiste                          |       | PS    | 10   | Gauche démocrate et socialiste |
| Parti radical-socialiste                  |       | Rad.  | 10   | Gauche démocrate et socialiste |
| Convention des institutions républicaines |       | CIR   | 1    | Gauche démocrate et socialiste |
| Centre-droit (9 sièges)                   |       |       |      |                                |
| Centre démocrate                          |       | CD    | 6    | Centre gauche                  |
| Modérés                                   |       | Mod.  | 3    | Centre gauche                  |
| Gauche (7 sièges)                         |       |       |      |                                |
| Parti communiste français                 |       | PCF   | 7    | Communiste                     |
| Droite (4 sièges)                         |       |       |      |                                |
| Union des démocrates pour la République   |       | UDR   | 4    | UDR                            |
| Président du Conseil Général              |       |       |      |                                |
| Max Lejeune (PS)                          |       |       |      |                                |

## Liste des conseillers généraux de la Somme
| Canton                 | Conseillers          | Partis | Partis                  | Changements |
| ---------------------- | -------------------- | ------ | ----------------------- | ----------- |
| Abbeville-Nord         | André Leduc          |        | SFIO → PS               |             |
| Abbeville-Sud          | Max Lejeune          |        | SFIO → PS               |             |
| Acheux-en-Amiénois     | Raymond de Wazières  |        | Rad.                    |             |
| Ailly-le-Haut-Clocher  | Alain Louis-Jacques  |        | Mod.                    |             |
| Ailly-sur-Noye         | William Classen      |        | Rad.                    |             |
| Albert                 | Albert Leclercq      |        | PCF                     |             |
| Amiens-Nord-Ouest      | Augustin Dujardin    |        | PCF                     |             |
| Amiens-Nord-Est        | Léon Dupontreué      |        | PCF                     |             |
| Amiens-Sud-Est         | Michel Couillet      |        | PCF                     |             |
| Amiens-Sud-Ouest       | Yves Mercher         |        | Mod.                    |             |
| Ault                   | Gilbert Defacques    |        | Rad.                    |             |
| Bernaville             | Maurice Crépin       |        | SFIO → PS               |             |
| Boves                  | Charles Houllier     |        | Rad.                    |             |
| Bray-sur-Somme         | Fernand Adriaenssens |        | SFIO → PS               |             |
| Chaulnes               | Pierre Maille        |        | CD                      |             |
| Comble                 | Robert Marlot        |        | Rad.                    |             |
| Conty                  | Claude Jeunemaître   |        | CD                      |             |
| Corbie                 | Paul Domisse         |        | SFIO → PS               |             |
| Crécy-en-Ponthieu      | André Delannoy       |        | UD-Ve → UDR             |             |
| Domart-en-Ponthieu     | René Lamps           |        | PCF                     |             |
| Doullens               | Jacques Mossion      |        | Mod.                    |             |
| Gamaches               | Marcelle Delabie     |        | Rad.                    |             |
| Hallencourt            | André Deschamps      |        | Rad.                    |             |
| Ham                    | Émile Luciani        |        | UD-Ve → UDR             |             |
| Hornoy-le-Bourg        | Charles Dufour       |        | SFIO → PS               |             |
| Molliens-Vidame        | Gabrielle Scellier   |        | CD                      |             |
| Montdidier             | Jean-Louis Massoubre |        | UD-Ve → UDR             |             |
| Moreuil                | Urbain Deleens       |        | CD                      |             |
| Moyenneville           | Roger Castel         |        | CD (Mod. jusqu'en 1969) |             |
| Nesle                  | Jack Pinçonnet       |        | SFIO → PS               |             |
| Nouvion                | Ernest Lécuyer       |        | SFIO → PS               |             |
| Oisemont               | Charles Bignon       |        | UDR (RI jusqu'en 1968)  |             |
| Péronne                | Daniel Boinet        |        | Rad.                    |             |
| Picquigny              | Daniel Tabary        |        | PCF                     |             |
| Poix-de-Picardie       | Henri Rameau         |        | Rad.                    |             |
| Roisel                 | Paul Lejeune         |        | Rad.                    |             |
| Rosières-en-Santerre   | Jean Millet          |        | CIR                     |             |
| Roye                   | André Coël           |        | SFIO → PS               |             |
| Rue                    | Gabriel Deray        |        | SFIO → PS               |             |
| Saint-Valery-sur-Somme | Blanche Auriol       |        | PCF                     |             |
| Villers-Bocage         | Pierre Claisse       |        | CD                      |             |

Noms en gras : élus lors des élections cantonales de 1967